# Campionatul Mondial de Scrimă din 1971
Campionatul Mondial de Scrimă din 1971 s-a desfășurat la Viena în Austria.

## Rezultate

### Masculin
| Probă                 | Aur                                                                                           | Argint                                                                                               | Bronz                                                                                         |
| Spadă la individual   | Grigori Kriss (URS)                                                                           | Nicola Granieri (ITA)                                                                                | Rolf Edling (SWE)                                                                             |
| Spadă pe echipe       | Ungaria · Csaba Fenyvesi · Győző Kulcsár · Zoltán Nemere · Pál Schmitt                        | Uniunea Sovietică Aleksei Nikancikov Viktor Modzalevski Serghei Paramonov Igor Valetov Grigori Kriss | Suedia Per Sundberg Rolf Edling Carl von Essen Hans Jacobson Orvar Jönsson                    |
| Floretă la individual | Vasil Stankovici (URS)                                                                        | Marek Dąbrowski (POL)                                                                                | Leonid Romanov (URS)                                                                          |
| Floretă pe echipe     | Franța Jean-Claude Magnan Bernard Talvard Christian Noël Daniel Revenu Bruno Boscherie        | Polonia Witold Woyda Marek Dąbrowski Jerzy Kaczmarek Lech Koziejowski Adam Lisewski                  | Uniunea Sovietică Vasil Stankovici Vladimir Denisov Iuri Cij Serghei Isakov Anatoli Koteșev   |
| Sabie la individual   | Michele Maffei (ITA)                                                                          | Jerzy Pawłowski (POL)                                                                                | Viktor Sideak (URS)                                                                           |
| Sabie pe echipe       | Uniunea Sovietică Mark Rakita Viktor Sideak Eduard Vinokurov Vladimir Nazlîmov Viktor Bajenov | Ungaria Péter Bakonyi Tibor Pézsa Péter Marót Miklós Meszéna Tamás Kovács                            | Italia Mario Aldo Montano Rolando Rigoli Michele Maffei Cesare Salvadori Mario Tullio Montano |

### Feminin
| Probă                 | Aur                                                                                                 | Argint                                                                                            | Bronz |
| Floretă la individual | Marie-Chantal Demaille (FRA)                                                                        | Ildikó Rejtő (HUN)                                                                                | Ana Pascu (ROU) |
| Floretă pe echipe     | Uniunea Sovietică Galina Gorohova Elena Belova Aleksandra Zabelina Svetlana Cirkova Nadejda Ivanova | Ungaria Ildikó Rejtő Ildikó Schwarczenberger Ildikó Bóbis Mária Szolnoki Judit Ágoston-Mendelényi | Polonia Krystyna Machnicka-Urbánska Halina Balon Elżbieta Franke-Cymerman Jolanta Bebel-Rzymowska Barbara Wysoczańska |

## Clasament pe medalii
| Loc | Țară              | Aur | Argint | Bronz | Total |
| --- | ----------------- | --- | ------ | ----- | ----- |
| 1   | Uniunea Sovietică | 4   | 1      | 3     | 8     |
| 2   | Franța            | 2   | 0      | 0     | 2     |
| 3   | Ungaria           | 1   | 3      | 0     | 4     |
| 4   | Italia            | 1   | 1      | 1     | 3     |
| 5   | Polonia           | 0   | 3      | 1     | 4     |
| 6   | Suedia            | 0   | 0      | 2     | 2     |
| 7   | Romania           | 0   | 0      | 1     | 1     |